# Muntanyes Dun
Les muntanyes Dun són una serralada de muntanyes al nord de Bihar al districte de Champaran. S'estenen en direcció sud-est des del Rohua nadi al Achui nadi, més de 30 km, amb una amplada mitjana de 6,5 km.
Hi viuen el poble dels taros (tharus).